# Рикитеа
Рикитеа (фр. Rikitea) — небольшой город на острове Мангарева. Является официальной столицей самого острова и архипелага Гамбье. В 2002 году население города составляло 511 человек из 872, живущих на всём острове.

## История
История города начинается с того момента, когда на остров Мангарева переселились жители Маркизских островов примерно в 1100 году нашей эры. Из европейцев первым остров открыл английский исследователь Джеймс Вильсон на своём корабле «Duff». Он же и назвал остров.
До приезда католических миссионеров на остров, там был распространён каннибализм.

## География

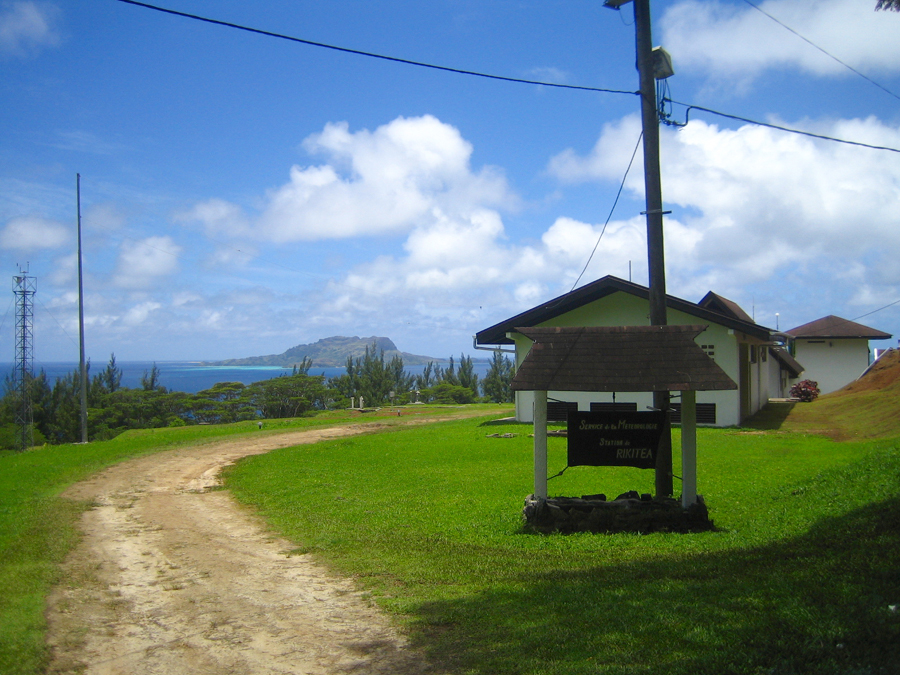
Метеорологическая станция в городе

Рикитеа это портовой туристический город, расположенный на берегу Мангаревской Лагуны. Он расположен примерно в 1,650 километрах от Таити, к северу от Южного тропика. Высота над уровнем море составляет 8 метров.
Две наивысшие точки острова, гора Дафф (482 м) и холм Мокото (39 м) находятся к северу от города. Подъём на Дафф в целом займёт 90 минут. На самой горе расположены валуны, которые были поставлены там ранними мангаревцами для прогнозирования погоды и для выслеживания лодок, проплывающих рядом с островом.

## Известные жители
- Гастон Флосс — французский государственный и политический деятель.

## Транспорт
До города можно добраться транспортом по воде и по воздуху. На корабле до Рикитеа можно добраться из Папеэте за 21 день (с 4 остановками на других островах).